# Willem Robrecht van der Marck
Willem Robrecht van der Marck (Sedan, 1 januari 1563 – Genève, 11 januari 1588) was hertog van Bouillon en prins van Sedan, alsook heer van Jametz en Raucourt, markies van Crotone, titulair graaf van Mark, graaf van Braine en Albon, baron van Sérignan, Privas, Arlempdes en Mauny, burggraaf van Nogent-le-Roi en Chaumont-sur-Loire. 

## Leven
Willem Robrecht was de zoon van Hendrik Robrecht van der Marck en Françoise van Bourbon-Vendôme. Hij is waarschijnlijk protestants gedoopt. Hij werd onderricht door pastoor Hellin en  vervolgde zijn studies op veertienjarige leeftijd aan het Johann Sturms Gymnasium in Straatsburg. Daarna vergezelde hij zijn oom François van Montpensier op een ambassade naar Londen.
Bij het overlijden van zijn vader op 2 december 1574 volgde hij hem in naam op, maar zijn moeder nam gedurende tien jaar het regentschap waar, tot hij op 7 november 1584 meerderjarig werd verklaard. Zijn regering werd gekenmerkt door financiële en politieke onrust in verband met de Hugenotenoorlogen. Hij zorgde voor de voortzetting van de vestingwerken die zijn moeder in 1583 in gang had gezet. De omwallingen van Sedan werden gemoderniseerd en het Sillery-bastion en de vesting Le Mesnil werden gebouwd.
De Franse koning Hendrik III werd in juni 1584 opgevolgd door de protestant Hendrik van Navarra. In deze context werd de Katholieke Liga nieuw leven ingeblazen, geleid door hertog Hendrik I van Guise, wiens gebieden in de onmiddellijke omgeving van Sedan lagen. Onder druk van diens agressieve politiek gaf Willem Robrecht het neutraliteitsbeleid van zijn ouders op en koos hij het kamp van de protestantse vorsten.
Toen protestantse soldaten die Rocroi hadden aangevallen, zich terugtrokken in Sedan, reageerde de hertog van Guise door te brandschatten in Balan, Bazeilles, Francheval en Givonne, zonder Sedan zelf aan te vallen. De Liga plunderde ook Douzy, maar Willem Robrecht verraste en versloeg hen bij Daigny.
Als aanvoerder van de protestantse coalitie verliet hij op 23 juni 1587 Sedan, dat hij toevertrouwde aan zijn dertienjarige zuster Charlotte van der Marck. In de Elzas plaatste hij zich aan het hoofd van een leger van 27.000 man, waarmee hij het land van Guise in Lotharingen doorkruiste. Op 26 oktober 1587 liep de onervaren prins tegen een nederlaag aan in Vimory. Hij moest het bevel afstaan aan Frans van Bourbon, maar op 24 november volgde een nieuwe nederlaag bij Auneau. De protestanten restte weinig anders dan de algemene terugtocht. 
Willem Robrecht zocht zijn toevlucht in Zwitserland, waar hij ziek werd. Op 27 december maakte hij zijn testament op en  een tweetal weken later stierf hij op 25-jarige leeftijd. Hij werd begraven in de Temple de Saint-Gervais van Genève. Omdat hij ongehuwd was en zonder nageslacht, werd hij opgevolgd door zijn zus Charlotte. Daar ook zij jong en zonder kinderen stierf, vielen Bouillon en Sedan toe aan het Huis La Tour d'Auvergne van haar echtgenoot Hendrik.
- Bibliothèque nationale de France: cb144690313 (data)
- International Standard Name Identifier: 0000 0001 2099 5859
- Système universitaire de documentation: 153471816
- Virtual International Authority File: 19905622